# La Victoria (Amazonas)
La Victoria è un distretto dipartimentale della Colombia facente parte del dipartimento di Amazonas.